# Milovice (Břeclavi járás)
Milovice település Csehországban, Břeclavi járásban. Milovice Klentnice, Bulhary, Přítluky, Mikulov és Pavlov településekkel határos. Lakosainak száma 492 fő (2024. január 1.).

## Népesség
A település lakosságának változását az alábbi diagram mutatja:
| Lakosok száma | 457  | 575  | 687  | 425  | 461  | 462  | 428  | 453  | 480  | 492  |
|               | 1869 | 1890 | 1921 | 1950 | 1980 | 2001 | 2017 | 2019 | 2022 | 2024 |